# Wiktoria Fechter
Wiktoria Fechter ps. „Tola” (ur. 1904 w Jarosławiu, zm. 21 października 1946 w Stalinogorsku) – polska pedagog i żołnierz AK.

## Życiorys
Córka dr Tadeusza Fechtera. Była absolwentką Uniwersytetu Jana Kazimierza we Lwowie. Po ukończeniu studiów podjęła pracę nauczycielki historii w Przemyślu, a potem w Szkole Podstawowej im. Św. Kingi w Jarosławiu. W okresie międzywojennym była instruktorką Przysposobienia Wojskowego Kobiet. W kwietniu 1939 została kierowniczką „Ośrodka Propagandy Pogotowia Moralnego Kobiet dla Obrony Kraju”. Była członkiem Narodowej Organizacji Wojskowej Kobiet, a później Armii Krajowej, gdzie pracowała między innymi w wydziale strategicznym. Brała udział w pracach Jarosławskiej Delegatury Powiatowej Rady Opiekuńczej, Polskiego Komitetu Opiekuńczego oraz Polskiego Czerwonego Krzyża. Przed wkroczeniem Niemców do Jarosławia podjęła ochotniczą pracę w miejscowym szpitalu jako pielęgniarka. W latach 1940–1941 była sekretarką Rady Głównej Opiekuńczej. Brała udział w dożywianiu więźniów przetrzymywanych w budynku sądu i siedzibie gestapo przy ulicy Słowackiego oraz jeńców radzieckich przetrzymywanych w obozie w Pełkiniach-Wygarkach, wśród których byli Polacy wcieleni do armii sowieckiej. Aresztowana we wrześniu 1944 przez NKWD, została wywieziona do sowieckiego łagru w Stalinogorsku. Popełniła samobójstwo 21 października 1946. Pochowana została na Starym Cmentarzu w Jarosławiu.